# Рутенийтрииттрий
Рутенийтрииттрий — бинарное неорганическое соединение
иттрия и рутения
с формулой Y3Ru,
кристаллы.

## Получение
- Сплавление стехиометрических количеств чистых веществ:

{\displaystyle {\mathsf {3Y+Ru\ {\xrightarrow {1200^{o}C}}\ Y_{3}Ru}}}

## Физические свойства
Рутенийтрииттрий образует кристаллы
тетрагональной сингонии, пространственная группа P nma, параметры ячейки a = 0,7342 нм, b = 0,9214 нм, c = 0,6333 нм, Z = 4,
структура типа карбида трижелеза Fe3C
.
Соединение образуется по перитектической реакции при температуре ≈1200°C .